# Sloveens voetbalelftal in 1999
Het Sloveens voetbalelftal speelde in totaal twaalf interlands in het jaar 1999, waaronder negen duels in de kwalificatiereeks voor het EK voetbal 2000 in België en Nederland. De ploeg stond onder leiding van bondscoach Srečko Katanec, die halverwege het jaar 1998 de plaats had ingenomen van Bojan Prašnikar. Katanec wist de selectie voor het eerst in de geschiedenis naar een eindtoernooi te loodsen door in de play-offs Oekraïne over twee duels te verslaan. Op de in 1993 geïntroduceerde FIFA-wereldranglijst steeg Slovenië in 1999 van de 80ste (januari 1999) naar de 40ste plaats (december 1999).

## Balans
| Wedstrijden | Wedstrijden | Wedstrijden | Wedstrijden | Doelpunten | Doelpunten | Doelpunten | Punten |
| Gespeeld    | Winst       | Gelijk      | Verlies     | Voor       | Tegen      | Saldo      | Punten |
| ----------- | ----------- | ----------- | ----------- | ---------- | ---------- | ---------- | ------ |
| 12          | 6           | 3           | 3           | 19         | 15         | +4         | 1.250  |

## Interlands
|                                                      |          |                                       |             |                                                                                              |
| 6 februari Vriendschappelijk № 46 «onderlinge duels» | Slovenië | 0 – 2                                 | Zwitserland | Sultan Qaboos Sports Complex, Muscat Toeschouwers: 220 Scheidsrechter: Baboud Abdullah (OMA) |
| 6 februari Vriendschappelijk № 46 «onderlinge duels» |          | 8' Marc Hodel 17' Alexandre Comisetti |             | Sultan Qaboos Sports Complex, Muscat Toeschouwers: 220 Scheidsrechter: Baboud Abdullah (OMA) |

|                                                      |      | |          |                                                                                                 |
| 6 februari Vriendschappelijk № 47 «onderlinge duels» | Oman | 0 – 7 | Slovenië | Sultan Qaboos Sports Complex, Muscat Toeschouwers: 3.000 Scheidsrechter: Abdul Abdul Aziz (BHR) |
| 6 februari Vriendschappelijk № 47 «onderlinge duels» |      | 8' Milan Osterc 26' Saša Gajser 72' Milan Osterc 82' Milan Osterc 87' Zlatko Zahovič 89' Milan Osterc 90' Sašo Udovič |          | Sultan Qaboos Sports Complex, Muscat Toeschouwers: 3.000 Scheidsrechter: Abdul Abdul Aziz (BHR) |

|                                                          |                     |       |                    |                                                                                         |
| 27 maart EK-kwalificatie groep 2 № 48 «onderlinge duels» | Georgië             | 1 – 1 | Slovenië           | Boris Paitsjadzestadion, Tbilisi Toeschouwers: 20.000 Scheidsrechter: Alain Hamer (LUX) |
| 27 maart EK-kwalificatie groep 2 № 48 «onderlinge duels» | Zaza Dzjanasjia 42' |       | 52' Zlatko Zahovič | Boris Paitsjadzestadion, Tbilisi Toeschouwers: 20.000 Scheidsrechter: Alain Hamer (LUX) |

|                                                    |                           |       |                             |                                                                                             |
| 28 april Vriendschappelijk № 49 «onderlinge duels» | Slovenië                  | 1 – 1 | Finland                     | ŽŠD Ljubljana Stadion, Ljubljana Toeschouwers: 2.000 Scheidsrechter: Fiorenzo Treossi (ITA) |
| 28 april Vriendschappelijk № 49 «onderlinge duels» | Zlatko Zahovič 62' (pen.) |       | 22' (pen.) Mixu Paatelainen | ŽŠD Ljubljana Stadion, Ljubljana Toeschouwers: 2.000 Scheidsrechter: Fiorenzo Treossi (ITA) |

|                                                        |                   |       |                                              |                                                                                   |
| 5 juni EK-kwalificatie groep 2 № 50 «onderlinge duels» | Letland           | 1 – 2 | Slovenië                                     | Skonto Stadions, Riga Toeschouwers: 2.500 Scheidsrechter: Juan Manuel Brito (ESP) |
| 5 juni EK-kwalificatie groep 2 № 50 «onderlinge duels» | Marian Pahars 18' |       | 25' Zlatko Zahovič 39' (pen.) Zlatko Zahovič | Skonto Stadions, Riga Toeschouwers: 2.500 Scheidsrechter: Juan Manuel Brito (ESP) |

|                                                        |         |                           |          |                                                                                    |
| 9 juni EK-kwalificatie groep 2 № 51 «onderlinge duels» | Albanië | 0 – 1                     | Slovenië | Qemal Stafastadion, Tirana Toeschouwers: 8.000 Scheidsrechter: Adrian Stocia (ROM) |
| 9 juni EK-kwalificatie groep 2 № 51 «onderlinge duels» |         | 26' (pen.) Zlatko Zahovič |          | Qemal Stafastadion, Tirana Toeschouwers: 8.000 Scheidsrechter: Adrian Stocia (ROM) |

|                                                             |                                     |       |         |                                                                                           |
| 18 augustus EK-kwalificatie groep 2 № 52 «onderlinge duels» | Slovenië                            | 2 – 0 | Albanië | Bežigradstadion, Ljubljana Toeschouwers: 6.900 Scheidsrechter: Joaquim Paulo Paraty (POR) |
| 18 augustus EK-kwalificatie groep 2 № 52 «onderlinge duels» | Zlatko Zahovič 49' Milan Osterc 80' |       |         | Bežigradstadion, Ljubljana Toeschouwers: 6.900 Scheidsrechter: Joaquim Paulo Paraty (POR) |

|                                                             |                                         |       |                     |                                                                                   |
| 4 september EK-kwalificatie groep 2 № 53 «onderlinge duels» | Slovenië                                | 2 – 1 | Georgië             | Bežigradstadion, Ljubljana Toeschouwers: 8.500 Scheidsrechter: Jan Wegereef (NED) |
| 4 september EK-kwalificatie groep 2 № 53 «onderlinge duels» | Milenko Ačimovič 48' Zlatko Zahovič 80' |       | 55' Sjota Arveladze | Bežigradstadion, Ljubljana Toeschouwers: 8.500 Scheidsrechter: Jan Wegereef (NED) |

|                                                             |                                                                                            |       |          |                                                                                   |
| 8 september EK-kwalificatie groep 2 № 54 «onderlinge duels» | Noorwegen                                                                                  | 4 – 0 | Slovenië | Ullevaalstadion, Oslo Toeschouwers: 24.288 Scheidsrechter: Gilles Veissière (FRA) |
| 8 september EK-kwalificatie groep 2 № 54 «onderlinge duels» | Rudi Istenič 15' (e.d.) Steffen Iversen 17' Ole Gunnar Solskjær 30' Øyvind Leonhardsen 67' |       |          | Ullevaalstadion, Oslo Toeschouwers: 24.288 Scheidsrechter: Gilles Veissière (FRA) |

|                                                           |          |                                                                     |             |                                                                                       |
| 9 oktober EK-kwalificatie groep 2 № 55 «onderlinge duels» | Slovenië | 0 – 3                                                               | Griekenland | Ljudski vrt-stadion, Maribor Toeschouwers: 2.500 Scheidsrechter: Gamal Ghandour (EGY) |
| 9 oktober EK-kwalificatie groep 2 № 55 «onderlinge duels» |          | 39' Vassilios Tsiartas 43' Georgios Georgiadis 73' Demis Nikolaidis |             | Ljudski vrt-stadion, Maribor Toeschouwers: 2.500 Scheidsrechter: Gamal Ghandour (EGY) |

|                                                               |                                         |       |                        |                                                                                 |
| 13 november EK-kwalificatie Play-offs № 56 «onderlinge duels» | Slovenië                                | 2 – 1 | Oekraïne               | Bežigradstadion, Ljubljana Toeschouwers: 18.000 Scheidsrechter: Urs Meier (SUI) |
| 13 november EK-kwalificatie Play-offs № 56 «onderlinge duels» | Zlatko Zahovič 53' Milenko Ačimovič 83' |       | 33' Andrij Sjevtsjenko | Bežigradstadion, Ljubljana Toeschouwers: 18.000 Scheidsrechter: Urs Meier (SUI) |

|                                                               |                          |       |                  |                                                                                  |
| 17 november EK-kwalificatie Play-offs № 57 «onderlinge duels» | Oekraïne                 | 1 – 1 | Slovenië         | NSK Olimpiejsky, Kiev Toeschouwers: 45.000 Scheidsrechter: Bernd Heynemann (GER) |
| 17 november EK-kwalificatie Play-offs № 57 «onderlinge duels» | Serhij Rebrov 69' (pen.) |       | 74' Miran Pavlin | NSK Olimpiejsky, Kiev Toeschouwers: 45.000 Scheidsrechter: Bernd Heynemann (GER) |

## FIFA-wereldranglijst
| JAN | FEB | MAR | APR | MEI | JUN | JUL | AUG | SEP | OKT | NOV | DEC |
| --- | --- | --- | --- | --- | --- | --- | --- | --- | --- | --- | --- |
| 80  | 79  | 79  | 73  | 72  | 63  | 62  | 61  | 52  | 53  | 43  | 40  |

## Statistieken
| Marko Simeunovič    | 1967-12-06 | Maribor Teatanic   | 7  | 0 | 0 | 22 | 0  |
| Mladen Dabanovič    | 1971-09-13 | KSC Lokeren        | 5  | 1 | 0 | 7  | 0  |
| Verdediging         |            |                    |    |   |   |    |    |
| Aleksander Knavs    | 1975-12-05 | Tirol Innsbruck    | 9  | 0 | 1 | 18 | 1  |
| Marinko Galič       | 1970-04-22 | Maribor Teatanic   | 8  | 1 | 0 | 43 | 0  |
| Željko Milinovič    | 1969-10-12 | LASK Linz          | 8  | 1 | 0 | 12 | 0  |
| Džoni Novak         | 1969-09-04 | CS Sedan Ardennes  | 8  | 0 | 0 | 43 | 2  |
| Darko Milanič       | 1967-12-18 | Sturm Graz         | 6  | 0 | 0 | 36 | 0  |
| Spasoje Bulajič     | 1975-11-24 | 1. FC Köln         | 3  | 1 | 0 | 6  | 1  |
| Marjan Dominko      | 1969-09-03 | Mura Murska Sobota | 1  | 2 | 0 | 4  | 0  |
| Edi Bajrektarevič   | 1970-01-15 | Olimpija Ljubljana | 1  | 0 | 0 | 1  | 0  |
| Muamer Vugdalič     | 1977-08-25 | Maribor Teatanic   | 1  | 0 | 0 | 1  | 0  |
| Fabijan Cipot       | 1976-08-25 | Maribor Teatanic   | 0  | 2 | 0 | 2  | 0  |
| Robert Englaro      | 1969-08-28 | Atalanta Bergamo   | 0  | 1 | 0 | 36 | 0  |
| Elvis Ribarič       | 1972-05-21 | HIT Nova Gorica    | 0  | 1 | 0 | 1  | 0  |
| Middenveld          |            |                    |    |   |   |    |    |
| Zlatko Zahovič      | 1971-02-01 | Olympiakos Piraeus | 11 | 0 | 8 | 42 | 20 |
| Aleš Čeh            | 1968-04-07 | Grazer AK          | 11 | 0 | 0 | 45 | 1  |
| Miran Pavlin        | 1971-10-08 | Karlsruher SC      | 9  | 1 | 1 | 19 | 1  |
| Amir Karič          | 1973-12-31 | Maribor Teatanic   | 6  | 3 | 0 | 20 | 1  |
| Milenko Ačimovič    | 1977-02-15 | Rode Ster Belgrado | 3  | 9 | 2 | 17 | 3  |
| Saša Gajser         | 1974-02-11 | KAA Gent           | 2  | 1 | 1 | 3  | 1  |
| Rudi Istenič        | 1971-01-10 | Fortuna Düsseldorf | 1  | 5 | 0 | 15 | 0  |
| Željko Mitrakovič   | 1972-12-30 | KSC Lokeren        | 1  | 3 | 0 | 5  | 0  |
| Matjaž Florjančič   | 1967-10-18 | Alzano Virescit    | 1  | 0 | 0 | 20 | 1  |
| Simon Sešlar        | 1974-04-05 | Maribor Teatanic   | 1  | 0 | 0 | 7  | 0  |
| Zoran Pavlovič      | 1976-06-27 | Dinamo Zagreb      | 0  | 1 | 0 | 2  | 0  |
| Aanval              |            |                    |    |   |   |    |    |
| Sašo Udovič         | 1968-12-12 | LASK Linz          | 11 | 0 | 1 | 32 | 12 |
| Mladen Rudonja      | 1971-07-26 | Sint-Truidense VV  | 10 | 0 | 0 | 31 | 0  |
| Milan Osterc        | 1975-07-04 | Olimpija Ljubljana | 6  | 5 | 5 | 16 | 5  |
| Sebastjan Cimirotič | 1974-09-14 | Hapoel Tel Aviv    | 1  | 0 | 0 | 2  | 0  |
| Ante Šimundža       | 1971-09-28 | Maribor Teatanic   | 1  | 0 | 0 | 3  | 0  |

NZS · A-internationals · Bondscoaches · Selecties · Statistieken · Sloveens vrouwenelftal · Olympisch elftal · Slovenië U21 · Slovenië U20 · Slovenië U19 · Slovenië U18 · Slovenië U17 · Slovenië U16
1991 – 1999 ·
2000 – 2009 ·
2010 – 2019 ·
2020 − 2029
EK's: 1996 · 
2000 · 
2004 · 
2008 · 
2012 · 
2016 · 
2020 · 
2024
WK's: 1998 · 
2002 · 
2006 · 
2010 · 
2014 · 
2018 ·
2022
1991 · 
1992 · 
1993 · 
1994 · 
1995 · 
1996 · 
1997 · 
1998 · 
1999 · 
2000 · 
2001 · 
2002 · 
2003 · 
2004 · 
2005 · 
2006 · 
2007 · 
2008 · 
2009 · 
2010 · 
2011 · 
2012 · 
2013 · 
2014 · 
2015 · 
2016 · 
2017 · 
2018 ·
2019 ·
2020 ·
2021 ·
2022 ·
2023 ·
2024
Albanië ·
Algerije ·
Argentinië ·
Armenië ·
Australië ·
Azerbeidzjan ·
België ·
Bosnië en Herzegovina ·
Bulgarije ·
Canada ·
China ·
Colombia ·
Cyprus ·
Denemarken ·
Duitsland ·
Engeland ·
Estland ·
Faeröer ·
 Finland ·
Frankrijk ·
Georgië ·
Ghana ·
Gibraltar ·
Griekenland ·
Honduras ·
Hongarije ·
IJsland ·
Israël ·
Italië ·
Ivoorkust ·
Joegoslavië ·
Kazachstan ·
Kosovo ·
Kroatië ·
Letland ·
Litouwen ·
Luxemburg ·
Malta ·
Mexico ·
Moldavië ·
Montenegro ·
Nederland ·
Nieuw-Zeeland ·
Noord-Ierland ·
Noord-Macedonië ·
Noorwegen ·
Oekraïne ·
Oman ·
Oostenrijk ·
Paraguay ·
Polen ·
Portugal ·
Qatar ·
Roemenië ·
Rusland ·
San Marino ·
Saoedi-Arabië ·
Schotland ·
Servië ·
Servië en Montenegro ·
Slowakije ·
Spanje ·
Trinidad en Tobago ·
Tsjechië ·
Tunesië ·
Turkije · 
Uruguay ·
Verenigde Arabische Emiraten ·
Verenigde Staten ·
Wales ·
Wit-Rusland ·
Zuid-Afrika ·
Zweden ·
Zwitserland
Algerije (2010) · 
Engeland (2010) · 
Paraguay (2002) · 
Spanje (2002) · 
Verenigde Staten (2010) · 
Zuid-Afrika (2002)